# Salvatore Abarca
Salvatore Octavio Abarca Reyes (* 13. Mai 1986 in Santiago) ist ein ehemaliger chilenischer Fußballspieler auf der Position des Flügelstürmers.

## Karriere
Salvatore Abarca, auch Tore Abarca genannt, spielte in seiner Jugendzeit beim CD Cobresal und CD Magallanes. Sein Profidebüt gab er im Alter von 16 Jahren für Magallanes. In seiner frühen Karriere wurde er zu Hosanna und Provincial Talagante in der dritten chilenischen Liga ausgeliehen. Nach seiner Zeit bei Deportes Ovalle, der überraschenderweise nach dem Sieg gegen Rekordmeister CSD Colo-Colo in der Copa Chile 2008/09 das Finale erreichte, zog Abarca ins Ausland. Seine internationale Karriere umfasste Stationen bei Ängelholms FF in Schweden und Triomphe de Liancourt in Haiti, wo er unter Trainer José Valladares zusammen mit den chilenischen Landsleuten Joaquín Gatica und Víctor Retamal spielte. Er spielte auch für Belgrano de Arequito in Argentinien. Nach seiner Rückkehr nach Chile schloss sich Abarca erneut Provincial Talagante an und wurde mit 17 Toren Torschützenkönig in der Tercera A. Anschließend spielte er für den AC Barnechea, San Antonio Unido und Deportes Valdivia. Bei Trasandino beendete er 2017 seine professionelle Laufbahn.